# منطقة البحر المفتوح

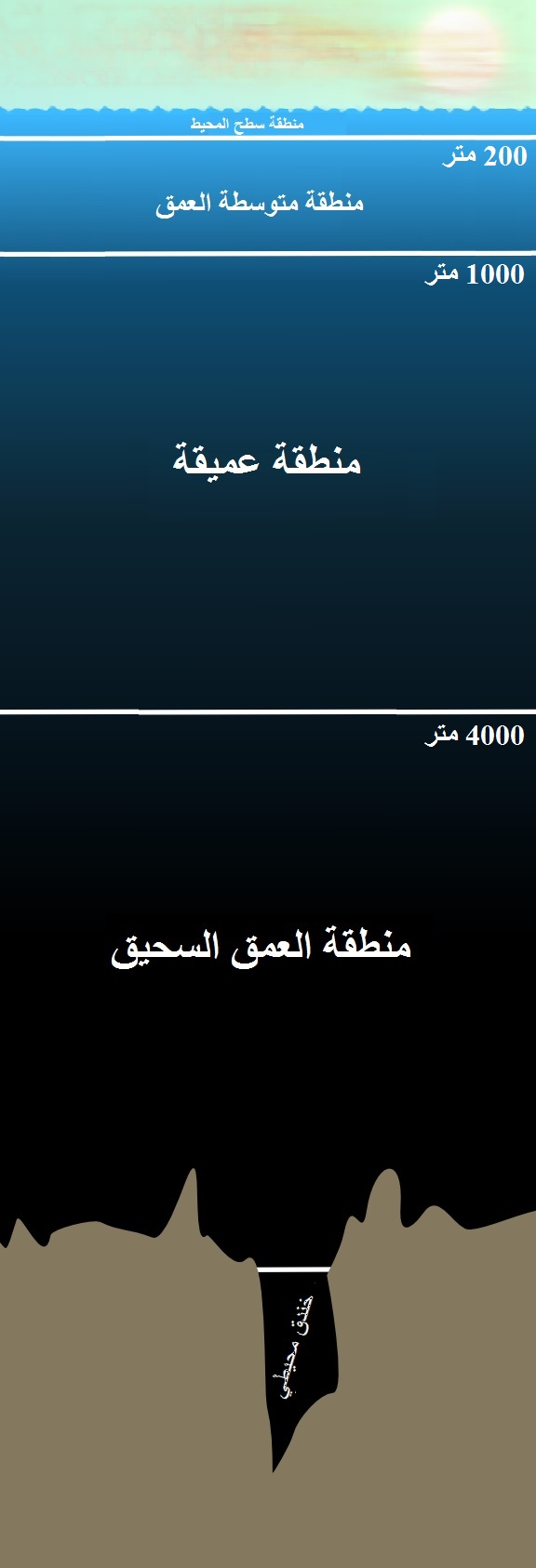
منطقة البحر المفتوح من الأعلى

منطقة البحر المفتوح (بالإنجليزية: the pelagic zone)‏ هي المنطقة الأكبر في البحار والمحيطات حيث تمتد من منطقة اسفل الجذر الي منطقة اسفل الجذر المقابلة، لها في الناحية الاخري من المحيط لذا فانه يعيش في هذه المنطقة العديد من الكائنات والأنواع المختلفة من الاسماك والثدييات وغيرها من الكائنات، وتنقسم منطقة البحر المفتوح الي جزئين رئيسيين طبعا لعمق المياه فالجزء الأول هو المنطقة القريبة (nearitic zone) و تمتد الي عمق 200 متر فقط فوق الرف القاري اما المنطقة الثانية فهي المنطقة المحيطية (oceanic zone) وهي التي تتضمن المياه الأكثر عمقا من 200 متر. اسفلها تقع منطقة المياه متوسطة العمق.